# Apocalipse 9
Apocalipse 9 é o nono capítulo do Livro do Apocalipse (também chamado de "Apocalipse de João") no Novo Testamento da Bíblia cristã. O livro todo é tradicionalmente atribuído a João de Patmos, uma figura geralmente identificada como sendo o apóstolo João.
Este capítulo continua a narrativa das sete trombetas.

## Texto
O texto original está escrito em grego koiné e contém 21 versículos. Alguns dos mais antigos manuscritos contendo porções deste capítulo são:
- Papiro 115 (c. 275, versículos 1-5, 7-16, 18-21)
- Papiro 47 (século III, completo)
- Papiro 85 (século IV, versículos 19-21)
- Codex Sinaiticus (330-360, completo)
- Codex Alexandrinus (400-440, completo)
- Codex Ephraemi Rescriptus (c. 450, versículos 17-21)

## Estrutura

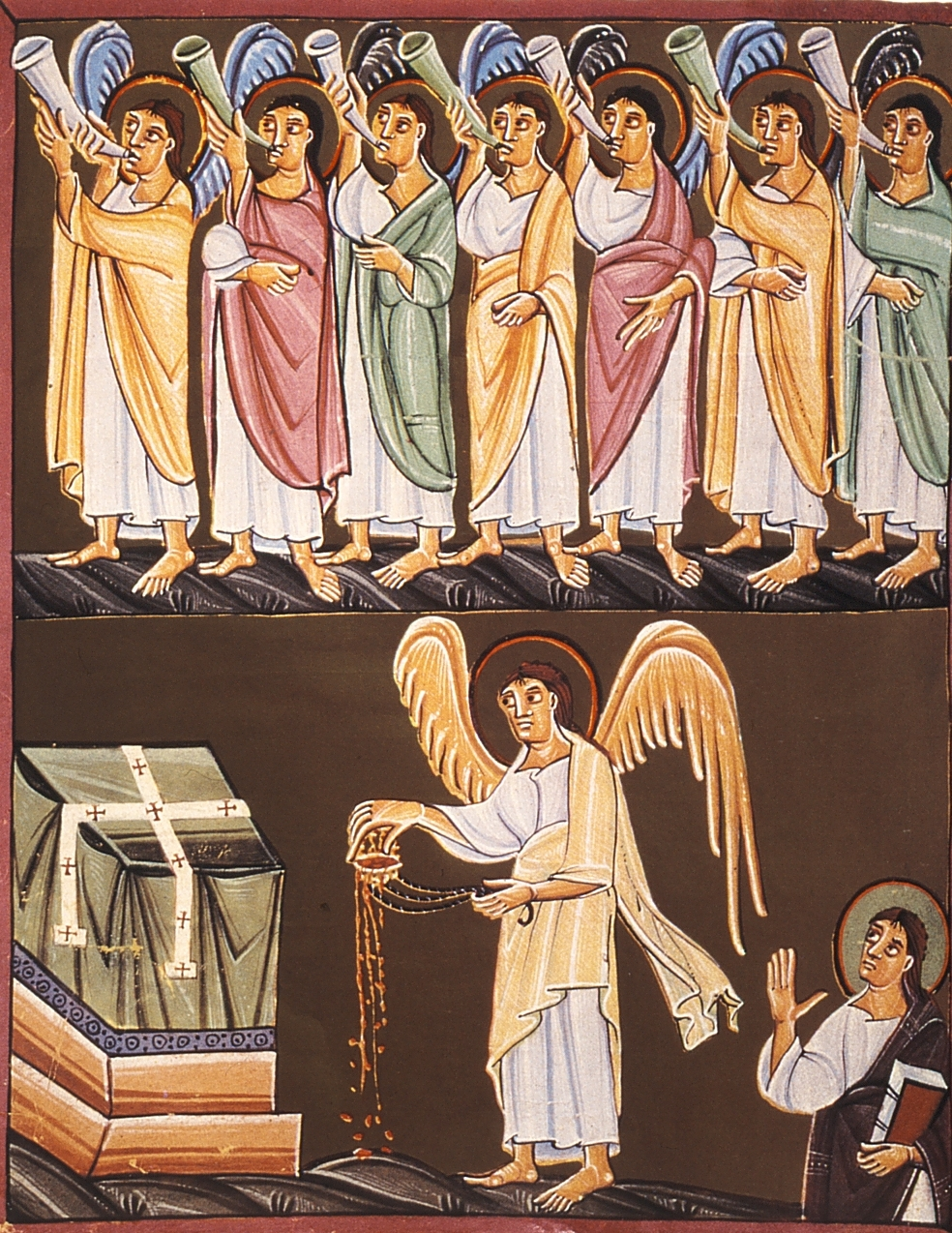
Os sete anjos e suas sete trombetas (acima). O anjo e turíbulo de ouro citado em Apocalipse 8 (abaixo).
Iluminura da Bíblia de Bamberg (c. 1000).

Este capítulo pode ser dividido em duas seções distintas, continuando a descrição das sete trombetas iniciada em Apocalipse 8:
- "Quinta trombeta: os gafanhotos do poço sem fundo" (versículos 1-12)
- "Sexta trombeta: os Anjos do Eufrates" (versículos 13-21)

A narrativa continua em Apocalipse 10.

## Conteúdo
Uma continuação direta do texto de Apocalipse 8 começa com a descrição da quinta trombeta (o primeiro "ai" do lamento no último versículo do capítulo anterior). Segundo João, o anjo abriu o "poço do abismo", de onde subiu uma fumaça que escureceu o sol e o ar. Deste poço emergiram terríveis gafanhotos cuja missão era atormentar (mas não matar) todos "os homens que não tem o selo de Deus nas suas testas", uma referência aos que foram selados por Deus em Apocalipse 7, por cinco meses. Eles são descritos como "cavalos preparados para a guerra", com rosto de homens, cabelos de mulheres e dentes de leão. Usavam coroa, tinham couraças de ferro e o estrondo de suas asas era muito alto. E suas caudas eram como as de escorpiões. No comando estava o rei do abismo, que João chama de "Abadom", em hebraico, ou "Apoliom", em grego (Apocalipse 9:1–12).
A sexta trombeta (e segundo "ai") fez com que uma voz saísse dos quatro chifres do altar que estava diante de Deus ordenando que o anjo soltasse "os quatro anjos que estão atados junto ao grande rio Eufrates" para que matassem uma terça parte dos homens. Eles comandavam tropas de cavalaria, cujos cavalos monstruosos João descreve em detalhes, destacando que a morte dos homens ocorria pelo fogo, pela fumaça e pelo enxofre que saíam de suas bocas. O capítulo termina afirmando que os homens que não foram foram mortos não se arrependeram de seus pecados, apesar dos horrores lançados sobre a terra (Apocalipse 9:13–21).